# Charente-Maritime
Charente-Maritime là một tỉnh của Pháp, thuộc vùng hành chính Nouvelle-Aquitaine, tỉnh lỵ La Rochelle, bao gồm 5 quận với các quận lỵ còn lại là: Jonzac, Rochefort, Saintes, Saint-Jean-d'Angély. Huy hiệu của tỉnh này có hình biểu tượng một con điểu cầm.